# Lecane gwileti
Lecane gwileti är en hjuldjursart som först beskrevs av Tarnogradski 1930.  Lecane gwileti ingår i släktet Lecane och familjen Lecanidae. Inga underarter finns listade i Catalogue of Life.